# Biathlon al IX Festival olimpico invernale della gioventù europea
Le gare di biathlon al IX Festival olimpico invernale della gioventù europea si sono svolte dal 16 al 20 febbraio 2009 a Wisła, in Polonia.
Sono state disputate due gare maschili, due gare femminili e una gara mista, per un totale di 5 gare.

## Podi

### Ragazzi
| Evento                         | Oro        | Argento           | Bronzo         |
| Sprint (7,5 km) (dettagli)     | Mikko Repo | Steffen Bartscher | Ilia Popov     |
| Individuale (10 km) (dettagli) | Mikko Repo | Marius Hol        | Florent Claude |

### Ragazze
| Evento                          | Oro                  | Argento              | Bronzo          |
| Sprint (6 km) (dettagli)        | Christina Maierhofer | Irene Cadurisch      | Birgit Riesle   |
| Individuale (7,5 km) (dettagli) | Ingela Andersson     | Christina Maierhofer | Irene Cadurisch |

### Misto
| Evento                        | Oro                                                                         | Argento                                                                | Bronzo                                                                           |
| Staffetta (4x6 km) (dettagli) | Germania Christina Maierhofer Jennifer Horn Johannes Kühn Steffen Bartscher | Russia Olga Galich Anastasia Mikhaylova Iakov Nekrasov Ivan Pichuzhkin | Norvegia Mari Sandeggen Karoline Birkeland Vetle Sjåstad Christiansen Marius Hol |